# Lacaille 8760
Lacaille 8760 (AX Microscopii) – gwiazda w gwiazdozbiorze Mikroskopu. Jest ona oddalona od Słońca o 12,95 roku świetlnego i należy do najbliższych gwiazd.

## Charakterystyka obserwacyjna
Jest to najjaśniejszy czerwony karzeł na ziemskim niebie, jego obserwowana wielkość gwiazdowa to 6,67m; nie jest widoczny nieuzbrojonym okiem.
Gwiazda ta została zaobserwowana po raz pierwszy przez Nicolasa-Louisa de Lacaille’a, stąd jej oznaczenie Lacaille 8760. Z katalogu wyróżniał ją duży ruch własny, sugerujący niewielką odległość od Słońca.
W 1979 roku irlandzki astronom Patrick Byrne odkrył, iż jest to gwiazda zmienna rozbłyskowa. Jej pojaśnienia są najsilniej obserwowane w ultrafiolecie. Występują one nie częściej niż raz na dobę, a ich amplituda wynosi nie więcej niż 0,1m. Po tym odkryciu nadano jej nowe oznaczenie, zgodnie z zasadami obowiązującymi dla gwiazd zmiennych – AX Microscopii.

## Charakterystyka fizyczna
Lacaille 8760 jest czerwonym karłem; należy do typu widmowego M0,0 V. Ma temperaturę ok. 4100 K, a jej jasność w zakresie widzialnym to zaledwie ok. 2,8–3,5% jasności Słońca. Masa tej gwiazdy to około 60% masy Słońca, ma ona promień równy około 52% promienia Słońca.
Ze względu na małą jasność, ekosfera wokół Lacaille 8760 rozciąga się od 0,208 do 0,444 au. Obecnie nie są znane planety okrążające tę gwiazdę.